# اندیس قره داش
قره داش یک اندیس فلزی است که در حوالی شهر تخت سلیمان استان آذربایجان غربی قرار دارد و مادهٔ معدنی موجود در آن، مس است.  